# بيريجرينا كوينتيلا إستيفيز
بيريجرينا كوينتيلا إستيفيز(مواليد 1960) هي عالمة رياضيات تطبيقية إسبانية. وهي أستاذة في الرياضيات التطبيقية في جامعة سانتياغو دي كومبوستيلا، والمدير المؤسس للشبكة الإسبانية للرياضيات والصناعة، والفائزة بجائزة ماريا جوزيفا وننبورغر بلانيلز لعام 2016 .

## التعليم والمسار المهني
حصلت بيرجرينا على درجة البكالوريوس في الرياضيات من جامعة سانتياغو دي كومبوستيلا عام 1982، ودكتوراه من جامعة مدريد المستقلة عام 1986، ودكتوراه ثانية من جامعة باريس عام 1988. أشرف فيليب سيارليت على أطروحتها بعنوان "Sur Quelques Question D'elasticité Non Linéaire et de Théorie de Plaques [On Some Questions of Nonlinear Elasticity and Plate Theory]".
كانت رئيسة الشبكة الإسبانية للرياضيات والصناعة منذ إنشائها في 2011. وهي أيضًا مديرة المعهد التكنولوجي للرياضيات الصناعية (ITMATI)، الذي تأسس عام 2013.

## كتب
كتبت بيرجرينا مع أربعة مؤلفين مشاركين كتاب عن نقل التقنية في الرياضيات. وهي أيضاً مؤلفة كتابان عن ماتلاب تم نشرهم من خلال جامعتها. كما ألفت أيضاً مرجعين باللغة الأسبانية عن المعادلات التفاضلية وعن الطريقة الرقمية في الهندسة تم نشرهم عامي 2000 و2001.

## تكريم
في عام 2016، منحت الحكومة كوينتيلا جائزة ماريا جوزيفا ووننبورغر بلانيلز، التي تُمنح «لتسليط الضوء على المسيرات المتميزة للنساء في مجال العلوم والتكنولوجيا».

## قراءات أخرى
- Luaña, Susana (4 June 2018), La inteligencia, la natural o la artificial, se adueñará de todo", La Voz de Galicia
- Almodóvar Santiago, María (7 June 2019), "Peregrina Quintela: "Matemáticas tiene una tasa de paro prácticamente nula"", El Correo Gallego

## وصلات خارجية
- الصفحة الرئيسية
- منشوراتها في جوجل